# TV total

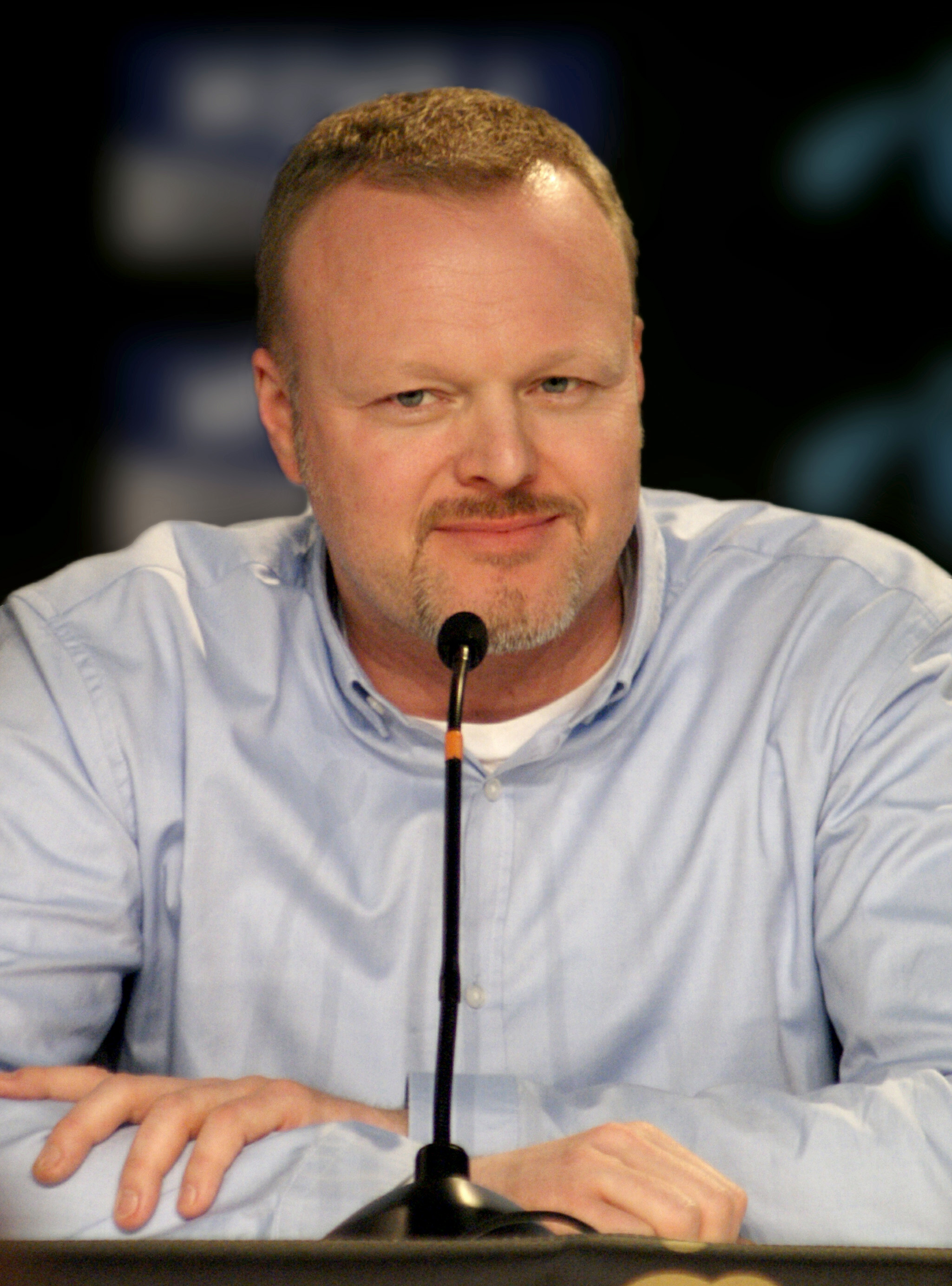
Moderator Stefan Raab
(bis 2015)

TV total ist eine Comedy-Show auf ProSieben, die von Stefan Raab entwickelt und von 1999 bis 2015 und dem vorläufigen Ende der Sendung, auch moderiert wurde. Im November 2021 wurde die Sendung unter der Moderation von Sebastian Pufpaff neu aufgelegt, Raab agierte bis Ende 2023 weiterhin als Produzent im Hintergrund, ehe er 2024 mit Du gewinnst hier nicht die Million beim Sender RTL einen in Teilen inoffiziellen stilistischen Ableger der Sendung ins Leben rief. TV total wird in Köln-Mülheim produziert und gilt als eine der langlebigsten Late-Night-Shows im deutschen Fernsehen.

## Entstehung und Produktion
1997 produzierte Raab die Sendung Das kann ja mal passieren. Mit dieser Sendung, die erstmals auf der DVD Best of TV total Vol. 2 in voller Länge zu sehen war, versuchte er, die Sender von seinem Konzept zu überzeugen. Es dauerte jedoch einige Zeit, bis ProSieben ihm seine eigene Sendung gab, die dann als TV total ausgestrahlt wurde. Der Fernsehproduzent Marcus Wolter wirkte bei der Konzeption der Sendung mit. Viele Elemente der Urversion, bei der Karl Dall, Verona Pooth und Rudolph Moshammer zu Gast waren, wurden auch später noch verwendet, wie der Schreibtisch mit den „Nippeln“ und Einspieler wie Raab in Gefahr. Das Quiz mit den zusammengesetzten Melodien wurde in ähnlicher Form in den ersten Ausgaben von Schlag den Raab gespielt.
Nachdem Harald Schmidt die Produktionsgesellschaft Brainpool verlassen hatte, bot sich Raab die Chance, diese Vakanz zu füllen. TV total wurde zunächst im "Theater am Rudolfplatz", einem ehemaligen Kino in der Kölner Innenstadt, produziert, ehe die Sendung 2001 in das ehemalige Capitol Theater am Ring umzog, das Harald Schmidt bis zu seinem Abgang von Brainpool als Studio gedient hatte. Es gab zu Beginn Ähnlichkeiten mit Schmidts Late-Night-Show: „Das Raab-Produkt ist ein in seiner Wirkung professionell durchkalkuliertes Spin-off der Harald-Schmidt-Show: Schon dort war die Lust, in dem Meer von Medienprodukten zielsicher das Absurde, Banale, Verquere herauszufinden, der Motor vieler Gags.“
Die Sendung wird seitdem von Brainpool und Raab TV produziert. Anfang 2003 zog die Show zum zweiten Mal um, diesmal in ein eigenes Studio von Brainpool an der Schanzenstraße in Köln-Mülheim. Es gibt einen Schreibtisch, der seit 2003 auf einem fahrbaren Podest steht.
Für die Neuauflage 2021 wurde ein Studio in modernisiertem Design gebaut. Neben einer etwas dunkleren Farbgestaltung und einem veränderten Treppenaufgang wurde eine Rutschstange installiert, an der Pufpaff von einer Empore in das Studio gleitet.
Mit Stefan Raabs Comeback ins aktive Fernsehgeschäft im September 2024 auf ProSiebens Konkurrenzsender RTL entwickelte er die Sendung Du gewinnst hier nicht die Million, eine Mischung aus TV total und Schlag den Raab, die in direkter Konkurrenz zur TV-total-Neuauflage mittwochs zur Primetime auf dem Streamingdienst RTL+ veröffentlicht wird.

## Sendungskonzept und Ausstrahlung
TV total hat starke Ähnlichkeit mit einer Late-Night-Show. Die Sendung wird mit einem Stand-up-Monolog eröffnet, in dem kuriose Szenen aus anderen Fernsehsendungen und aktuelle Schlagzeilen gezeigt werden. Neben Talkgästen gibt es diverse Einspieler (siehe unten) sowie Auftritte von Comedians und Musikern. Letztere wurden oft von der Showband Heavytones begleitet, die auch die ganze Sendung musikalisch untermalen. Nach den schlechten Erfahrungen mit Gottschalk Late Night und um eine Konkurrenz zur Harald Schmidt Show zu vermeiden, wurde das Konzept an ein jüngeres Publikum angepasst und erweitert.
Die respektlose Auseinandersetzung mit Pannen und fragwürdigen Entwicklungen im deutschen Fernsehen war eine zentrale Komponente (wie zuvor schon bei Kalkofes Mattscheibe), was auch in Name und Logo (Fernsehapparat mit Teufelshörnern) der Sendung zum Ausdruck kommt. Im Verlauf der Jahre war dieser Aspekt aber zugunsten einmaliger oder wiederkehrender Sonderrubriken etwas zurückgedrängt worden.
Die erste Ausgabe wurde am 8. März 1999 ausgestrahlt. Für knapp zwei Jahre gab es eine Ausgabe pro Woche (montags). Ab Februar 2001 lief die Sendung zumeist viermal wöchentlich, jeweils eine Sendung pro Tag von Montag bis Donnerstag. In den Sommermonaten pausierte TV total in der Regel für mehrere Wochen. Am 16. Dezember 2015 wurde die Sendung nach 2303 Ausgaben wegen Raabs Rückzug aus dem Fernsehen vorerst eingestellt.
Die am 10. November 2021 gestartete Neuauflage der Sendung ist im Gegensatz zur ursprünglichen Version keine Late-Night-Show mehr, sondern wird mittwochs zur Primetime (20:15 Uhr) ausgestrahlt. Die Sendungen sind überwiegend Live-on-Tape produziert. Produktionen wie die Wok-WM, die Stock Car Crash Challenge, aber auch Sonderausgaben wie die Übertragungen aus Oslo und New York waren Liveübertragungen.
Die Wiederholungen der Episoden wurden auf ProSieben Fun ausgestrahlt; außerdem ist ein Großteil der Folgen online bei MySpass.de verfügbar.
| Jahr | Datum   | Gast             |
| ---- | ------- | ---------------- |
| 2024 | 25. Nov | Bushido          |
| 2024 | 02. Dez | Thorsten Legat   |
| 2024 | 09. Dez | Ehrlich Brothers |
| 2024 | 16. Dez | Harald Glööckler |
| 2024 | 23. Dez | Claudia Obert    |
| 2024 | 30. Dez | Stefan Mross     |
| 2025 | 06. Jan | Nelson Müller    |
| 2025 | 13. Jan | Katja Burkard    |
| 2025 | 20. Jan | Evelyn Burdecki  |
| 2025 | 27. Jan | René Casselly    |
| 2025 | 17. Feb | Lena Gercke      |
| 2025 | 24. Feb | Sylvie Meis      |
| 2025 | 3. Mär  | Markus Rühl      |

## TV total – Aber mit Gast
Am 25. November 2024 startete montags eine weitere Primetime-Ausgabe unter dem Titel TV total – Aber mit Gast, vorgesehen für die Wintermonate. Im ersten Drittel nimmt Pufpaff den jeweiligen prominenten Gast mit Einspielern aus dessen Vergangenheit auf die Schippe, während dieser hinter der Bühne und hinter Glas beiwohnt. Nach einer Unterhaltung zu Tisch wird gemeinsam gespielt.

## Rubriken

### Fernsehbezogene Rubriken

#### Allgemeines
Die Auseinandersetzung mit der aktuellen Fernsehlandschaft findet hauptsächlich über das Einspielen der lustigsten Szenen am Anfang der Sendung statt. Einige kurze Ausschnitte, die auch oder gerade außerhalb des ursprünglichen Kontextes komisch sind, werden über spezielle Knöpfe (sogenannte „Nippel“) an dem Schreibtisch während der Sendung eingespielt, wenn es in die Situation passt oder auch nur eine ungewollte Pause entsteht. Zum Beispiel wurde 1999 ein Ausschnitt von der Gerichtsshow Richterin Barbara Salesch über die Verhandlung Zindler gegen Trommer gezeigt, daraus entstand das Lied Maschen-Draht-Zaun. In der Anfangszeit gab es noch einige spezielle fernsehbezogene Rubriken. Mangels Material oder Resonanz wurden diese aber später aus der Sendung entfernt.

Skizze Raab der Woche

#### „Raab der Woche“
Als Auszeichnung wurde der Raab der Woche verliehen. Das Publikum wählte aus mehreren Kandidaten, die durch eine unfreiwillig komische Szene aufgefallen sind, den Sieger. Die Trophäe (ein kniender Athlet schultert einen stilisierten Fernseher) ist auf dem Bildschirm hinter dem Schreibtisch und als Statue neben der Showtreppe zu sehen, obwohl der „Raab der Woche“ ab 2010 nicht mehr verliehen wurde. Am 6. September 2010 kündigte Raab in seiner Sendung jedoch an, diesen für ein spezielles Ereignis wieder einzuführen. Bei Spielen der Fußball-Bundesliga müsste dafür einer der Spieler beim Aufwärmen einen live moderierenden Moderator von hinten mit dem Ball am Kopf treffen, wie es bereits wenige Wochen zuvor passiert war. Dies geschah 2014. Bereits am 23. Februar 2012 verkündete Raab, dass er den Preis an einen Kellner verleihen möchte, der am Politischen Aschermittwoch der CDU aus Versehen hinter Angela Merkel Biergläser verschüttet. Ab 2021 verlieh Sebastian Pufpaff die von nun an als Deutscher Bundesbewegtbildpreis bezeichnete Auszeichnung erneut, wobei die Abstimmung mit der ProSieben-App möglich war. Einige Monate nach Beginn der Neuauflage wurde er nicht mehr verliehen.

#### Sonstige
- Die Rubrik Schocker der Woche zeigte eine Auswahl schockierender oder ekelhafter Szenen. Den vermeintlichen Höhepunkt bildete eine harmlose Szene (z. B. aus der Volksmusik).
- Mit den in Raabs Tisch eingebauten „Pfui“- und „Respekt“-Kellen signalisierte der Moderator moralische Entrüstung bzw. Anerkennung. Die Kellen konnten mit den Zusätzen „Extra-Gold-2000“ oder „mein lieber – Herr Gesangsverein“ erweitert werden.
- Als Ingo Dubinski bei einer Reportage in der Sauna versehentlich seinen Penis entblößte, erfand Raab am 31. Januar 2000 den „Puller-Alarm“, der mit Lichtsignalen und Sirenen vor solchen Szenen warnte. Der US-Rapper LL Cool J war von dieser Aktion so belustigt, dass er den Puller-Alarm bei vielen folgenden Deutschlandkonzerten live präsentierte.
- Mit Bildern aus Talkshows präsentierte Raab als Märchen-Erzähler die Lovestory der Woche.
- Wenn sich ein Angeklagter in einer Gerichtssendung ungeschickt anstellte, berichtete Raab über den Fall der Woche.
- In der Kategorie Superbrain wurden diverse Ausschnitte aus Quizsendungen wie Jeder gegen Jeden oder Der Schwächste fliegt gezeigt, in denen Kandidaten lustige bzw. peinliche Antworten auf die Fragen gaben.

### Aktionsbezogene Rubriken

#### Raab in Gefahr
Bei Raab in Gefahr setzte sich Raab einer vermeintlich gefährlichen oder auch nur skurrilen Situation aus (z. B. Kunstflug, Survival-Training oder McDrive). Das Intro der Rubrik wurde unterlegt mit Come with Me von Puff Daddy; der Einspieler selbst mit Das kann ja mal passieren von Bürger Lars Dietrich, welches bereits im gleichnamigen TV-total-Piloten verwendet wurde. Ab Oktober 2006 gab es eine Neuauflage namens Elton in Raabs Gefahr, in der der Show-Praktikant die spektakulärsten Aufgaben wiederholte.

#### „Raabigramme“
In Anlehnung an die „Rudigramme“ in der Rudi Carrell Show bot Raab überraschten Prominenten seine als „Raabigramm“ bezeichneten Ständchen meist auf der Ukulele dar, die meist schmeichelhaft begannen und boshaft endeten. In der ersten Folge von TV total nahm Raab dabei Rudi Carrell selbst auf die Schippe. Weitere Adressaten waren Thomas Anders, Dieter Bohlen, Heiner Bremer, Echt, Verona Feldbusch, Herman & Tietjen, Ronan Keating, Vitali und Wladimir Klitschko, Frauke Ludowig, Angela Merkel, Harald Schmidt, Brisko Schneider, Scooter, Siegfried und Roy, Britney Spears, Will Smith, Holger Speckhahn und Hella von Sinnen.

#### Raab sitzt
In Raab sitzt begab Raab sich mit versteckter Kamera in die Innenstadt Kölns und verwickelte nichtsahnende Passanten auf einer Bank sitzend in skurrile Situationen und Gespräche. Die Rubrik wurde viele Jahre später in Raabs neuer Show Du gewinnst hier nicht die Million erneut bespielt.

### Rubriken im Studio

#### Blamieren oder Kassieren
Jeden Dienstag spielte Raab gegen einen Studiogast aus dem Publikum das Quiz Blamieren oder Kassieren. In unregelmäßigem Rhythmus tritt in der Neuauflage auch Pufpaff gegen einen Zuschauer an.
Traditionell trägt Elton immer einen roten Anzug, wenn er Blamieren oder Kassieren moderiert. Mit leicht abgeänderten Regeln wurde dieses Quiz auch in die „Schlag den …“-Sendungen übernommen (siehe Hauptartikel). 2022 wurde das Quiz erstmals als eigene Show gespielt.

#### Wer bin ich und was mach ich eigentlich hier?
In Anlehnung an Was bin ich? versuchte Raab bei Wer bin ich und was mach ich eigentlich hier? durch Ja-Nein-Fragen einen Mitarbeiter zu erraten, dessen Arbeit anschließend in einem kleinen Videobeitrag vorgestellt wurde. Raab durfte dabei beliebig viele Fragen stellen, sofern er weniger als zehn Nein-Antworten erhielt. Kam es dennoch so weit, hatte er verloren und der Mitarbeiter wurde vorgestellt. Das Spiel wurde von Elton moderiert, der zu diesem Anlass zumeist einen braunen Cordanzug kombiniert mit hellblauem Hemd trug. Pro Nein-Antwort wurde ein Fünf-Mark-Stück in ein Sparschwein geopfert, welches der Mitarbeiter zum Schluss erhielt. Außerdem erhielt der Mitarbeiter je nach Ausgang ein T-Shirt mit der Aufschrift „Mein Chef kennt mich“ oder „Mein Chef kennt mich nicht“. Elton fiel während des Spiels teilweise auf, indem er beispielsweise aß oder Karten spielte.

#### Sonstige
- Mitte 2007 hatten Schüler bis zur zehnten Klasse aller Schulformen die Möglichkeit, ein circa siebenminütiges Referat zu einem beliebigen Thema zu halten.
- Beim Wettbewerb Rutscher oder Lutscher konnte in jeder Sendung ein Kandidat mindestens 250.000 DM gewinnen. Raab stellte in seiner Sendung eine Frage, die von den Fernsehzuschauern per Telefon richtig beantwortet werden musste. Einem eingeladenen Kandidaten waren dadurch schon mal 10.000 DM sicher. Um den Jackpot zu knacken, musste er Raabs Rekord beim schnellen Herunterrutschen auf der Treppe brechen. Schaffte er dies nicht, wuchs der Jackpot um 10.000 DM.
- Unter dem Titel Bei Anruf Bohlen versuchte Raab, mit fremden Menschen ein möglichst langes Telefongespräch zu führen, bei dem er ausschließlich Ausschnitte aus dem Hörbuch von Dieter Bohlens Autobiografie abspielte und dem Gesprächspartner dadurch suggerierte, er spreche mit Dieter Bohlen.[13]
- Beim Brüllwettbewerb musste die Ansage zu Beginn der Sendung möglichst laut durchgeführt werden.

## Einspieler
- In den TV total TV Tipps zum Wochenende (ab 21. November 2002) wurden meist donnerstags die angeblichen Höhepunkte aus dem TV-Programm des bevorstehenden Wochenendes präsentiert. Während diese Rubrik früher dazu diente, lustige TV-Ausschnitte zu verarbeiten, kommentierten später mehrere Menschen das Programm. Zunächst spielten ältere Menschen (u. a. das streitende Ehepaar Ingrid & Klaus) die Hauptrolle. Später waren die TV Tipps „on Tour“, d. h., es wurden mehrere Menschen auf der Straße oder in einem Kiosk nach dem TV-Programm befragt. Ingrid und Klaus bekamen eine neue Rubrik (Ingrids Woche und Klaus, ab 24. Oktober 2007), in der sie ihre Meinung zu Schlagzeilen der aktuellen Woche kundtaten.[14] Am 11. Mai 2021 starb Ingrid Kalinowski im Alter von 84 Jahren.[15]
- In der TV total TV Box, die an wechselnden Orten im deutschsprachigen Raum aufgestellt wurde, konnten Besucher ihre besonderen Fähigkeiten präsentieren.
- Ein wichtiges Element der Sendung waren die Straßenumfragen mit ahnungslosen Passanten, die u. a. in der Rubrik Was sagen Sie eigentlich (Umfrage zu einem aktuellen Thema) erschienen. Der seriös auftretende Interviewer, der grundsätzlich nie im Bild zu sehen war, brachte die Befragten angesichts ihrer mangelnden Schlagfertigkeit oder geringen Allgemeinbildung in peinliche Situationen. Der als „Günni“ bekannte, ehemalige Autor Lutz van der Horst drehte auch solche Aktionen auf der Straße (siehe unten).
- Weitere Rubriken waren 3 gute Gründe (verkürzte Form der aus US-amerikanischen Shows bekannten Top 10) und Die Geschichte der Welthits (fiktive Entstehungsgeschichte eines Liedes).
- Beim Erstwähler-Check wurden junge Menschen, die häufig durch ihre schlechte Allgemeinbildung auffielen, kurz vor Wahlen mit politischen Fragen konfrontiert. In diesen Beiträgen entdeckte Raab den Abiturienten Lukas sowie Sonja Rieger, die später in eigenen Beiträgen (Lukas Dingsbums und Du, Frau Rieger?) die Welt erklärten. Es gab ähnliche Tests zu anderen Themen, z. B. Fernsehen (TV-Check), Fußball-WM (WM-Check) oder Integration (Integrations-Check).
- In der Rubrik Stefan an der Tickethotline spielte Raab einigen Anrufern, die Eintrittskarten für die Show kaufen wollten, Streiche und machte Scherze mit ihnen.
- In der Rubrik TV total vergisst nicht werden alte, bisher nicht gezeigte Fernsehausschnitte, aus bestimmten Zeiträumen aufgearbeitet.

### Elton
Neben der Moderation der Ratespiele Blamieren oder kassieren und Wer bin ich und was mach ich eigentlich hier? (siehe oben) hatte Raabs Sidekick Elton mehrere eigene Rubriken im Rahmen der Show.
- Bei Elton zockt bat Elton ab 21. Mai 2003 Passanten oder Prominente zum Duell. Wenn der Kandidat gewann, erhielt er ein neues, modernes Produkt bzw. eine bestimmte Summe Bargeld. Bei einer Niederlage musste er sein eigenes Exemplar abgeben, das meist von einem „Vollstrecker“ zerstört wurde. Am 14. Februar 2013 wurde zudem bekannt, dass diese Rubrik in eine eigene Live-Show einfloss, die am Samstagabend bei ProSieben ausgestrahlt wurde. Es war damit die erste eigene Samstagabendshow des Moderators, der zuvor etwa mit Simon Gosejohann in Elton vs. Simon zu sehen gewesen war.[16] Die Erstausstrahlung erfolgte am 20. April 2013.[17]
- In der Rubrik Ein unmoralisches Angebot, deren Titel an den gleichnamigen Spielfilm angelehnt war, suchte sich Elton zwei Kandidaten auf öffentlichen Plätzen aus, denen er bis zu einem geheimen Limit steigende Geldbeträge anbot. Wenn ein Kandidat bei einer bestimmten Summe „stopp“ sagte, musste er vor den Passanten eine peinliche Aktion ausführen, um das Geld zu erhalten.
- Beim Bimmelbingo musste Elton ab dem 2. Oktober 2001 Bürger aus dem Schlaf klingeln, die im Gespräch für die Verwendung bestimmter Schimpfwörter Geld erhielten. Diese Aktion sorgte mehrfach für Ärger mit der Polizei sowie zu Schadensersatz für ein Opfer der Sendung, das „regelrecht der Lächerlichkeit preisgegeben worden sei“.[18]
- Durch Anweisungen von Raab, die er über einen Ohrhörer erhielt, wurde Elton ferngesteuert.
- Bei Wie lange? nervte Elton Passanten mit einer bestimmten Tätigkeit, bis der Passant ihn davon abhielt. Dabei stoppte Elton die Zeit.
- Zwei im Park gesuchte Hundebesitzer traten bei Eltons Hundeshow mit ihren Vierbeinern in drei Spielen gegeneinander an und ermittelten so den Sieger.

### Günni
Günni heißt mit bürgerlichem Namen Lutz van der Horst und war bis 2005 Autor der Show. Er debütierte am 28. August 2003.
- In der Rubrik Günnis letzte Chance versuchte er die Gunst des Publikums mittels Straßenumfragen, Sketchen (z. B. als Schlagersänger) und Versteckte Kameradrehs (z. B. im Kiosk) zu gewinnen. Wurde die MAZ vom Publikum für gut befunden, durfte er in der Folgewoche erneut antreten.
- Zuvor war er ab 4. Dezember 2001 Darsteller des „Blasehasen“, einem rosafarbenen Kaninchen, das unvermittelt in die Sendung stolperte. Nach einem Aufruf waren verschiedene Einspieler zu sehen, in denen die Zuschauer den Blasehasen für ihre Party gemietet hatten. Zudem wurde der „Blasehase“ bei der ARD-Sendung Immer wieder sonntags eingeschmuggelt.

### Willi und Isabel
Der am 10. April 2003 verstorbene Willi Heß trat als Türsteher auf (Willi macht die Tür, ab 5. Februar 2003) oder konfrontierte in weiteren Einspielern andere ältere Menschen mit Jugendsprache (Check it out Willi, ab 2. Dezember 2002).
Die Thüringer Krankenschwester Isabel Kilian gewann das bei TV total veranstaltete Casting Deutschlands geilste Krankenschwester anlässlich einer Blutspende-Aktion im November 2001. Sie blieb auch im Anschluss daran ein Teil der Show und lockte bei Isabel fragt nach Passanten aus der Reserve, indem sie ihnen immer wieder die gleiche Frage stellte.

## Musik

### Heavytones
Musikalisch untermalt wurde die Sendung ab 2001 von der Band Heavytones, die die von Raab komponierte Titelmelodie am Anfang und Ende der Sendung sowie die diversen Jingles zur Werbepause spielte. Oft begleiteten die Heavytones auch Live-Auftritte musikalischer Gäste. Von Zeit zu Zeit wurde die Hausband durch prominente Gastbands oder interessante musikalische Gruppen wie die Formation Wildes Holz ersetzt.
Mit Stefan Raabs Rückkehr ins aktive Fernsehgeschäft wurde bekannt, dass die Heavytones mit diesem zu RTL wechseln und künftig Raabs neue Show Du gewinnst hier nicht die Million begleiten. Mit der Sendung vom 18. September 2024 wurden sie durch die neue Studioband Klinke Supreme ersetzt.

### Heavytones Kids
In der Woche nach Ostern 2006 wurden die Heavytones für drei Sendungen durch die „Heavytones Kids“ ersetzt. Das Publikum wählte eine Woche vorher die jungen Talente im Alter zwischen sechs und 14 Jahren. Zu der Band gehörten Max (Gitarre), Constantin (E-Bass), Marcel (Keyboard), Dorothea (Percussion), Adriano (Schlagzeug), Felix (Trompete), Katharina (Posaune) und Jenny (Saxophon). Einen weiteren Auftritt hatten die jungen Musiker in der Silvester-Sendung von TV total gemeinsam mit Tobias Regner. Zur 2000. Sendung am 20. Februar 2014 kamen die jungen Leute nach knapp acht Jahren wieder für ein Lied zusammen.

### Klinke Supreme
Mit dem Wechsel der Heavytones zu Raabs neuer Show bei RTL im September 2024 entstand die neue Studioband Klinke Supreme, die fortan den Platz der Heavytones einnimmt. Zur neuen Band gehören Moritz Stahl (Gitarre), Krischan Frehse (Bass; aus der letzten TV-total-Besetzung der Heavytones), Lennart Allkemper (Saxophon), Max Seibert (Trompete – bis Jan. 2025 Matthias Schwengler), Thomas Heinz (Schlagzeug), Jonathan Böbel (Posaune) und ihr musikalischer Leiter Jan Klinkenberg (Keyboard).

### SSDSGPS

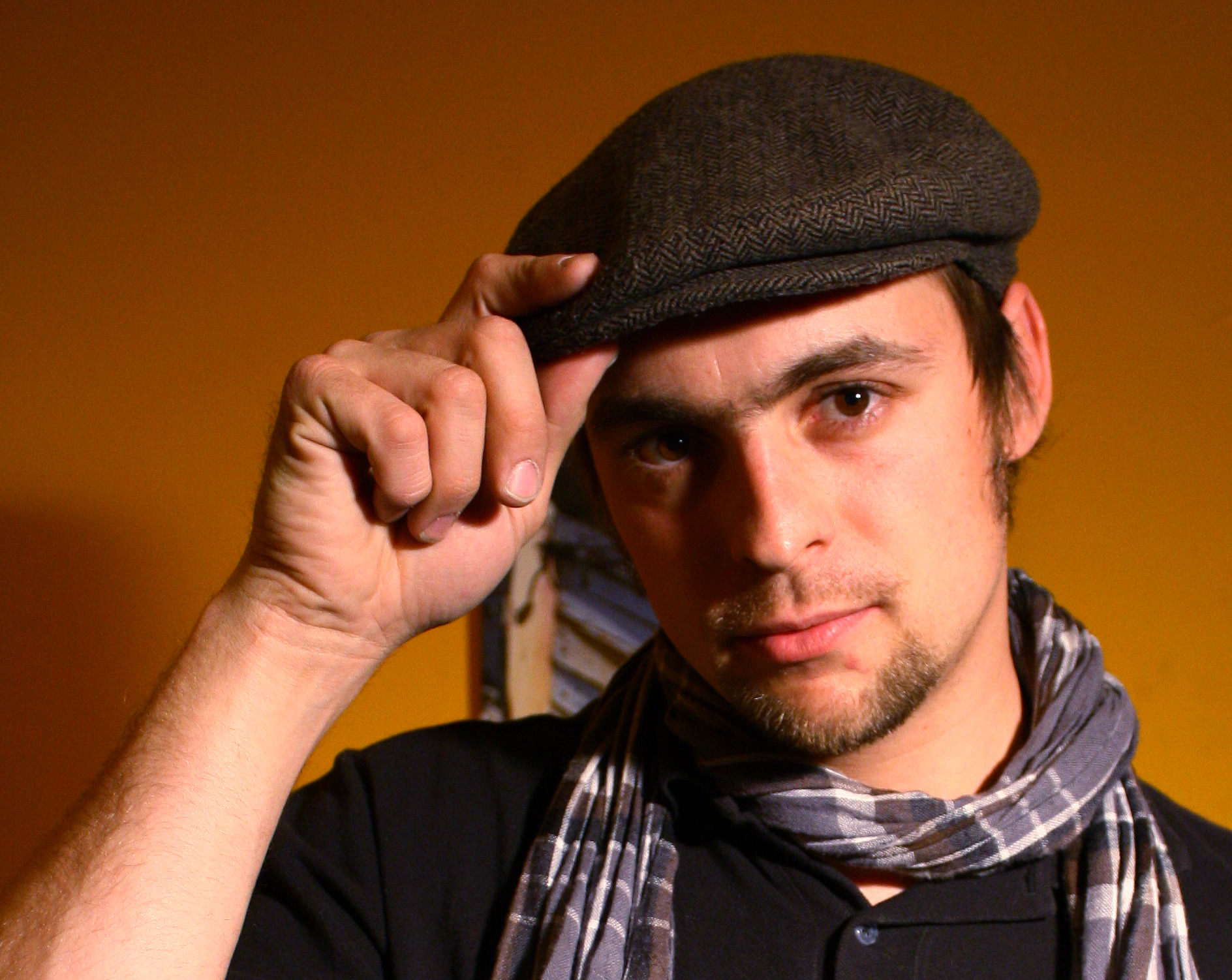
Max Mutzke

Ende 2003/Anfang 2004 initiierte Raab die Castingshow SSDSGPS („Stefan sucht den Super-Grand-Prix-Star“), die zwar den Namen von Deutschland sucht den Superstar (DSDS) parodierte, sich aber als ernst zu nehmende und stärker auf das musikalische Talent ausgerichtete Alternative hierzu verstand. Produziert wurde die Show im dafür umdekorierten TV-total-Studio. Moderatoren waren Stefan Raab, Elton und Annette Frier. Die Heavytones, die die Show musikalisch begleiteten, spielten an ihrem gewöhnlichen aus TV total bekannten Platz.
Mit dem Wettbewerb suchte Raab einen Kandidaten für die deutsche Vorentscheidung zum Eurovision Song Contest 2004. NDR-Unterhaltungschef Jürgen Meier-Beer hatte ihm eine Wildcard versprochen, falls sein Künstler Erfolg in den Charts haben sollte. Die Jury bestand aus Raab, Thomas Anders und Joy Fleming.
Als Sieger aus SSDSGPS ging Max Mutzke hervor, der sich im Finale gegen Bonita Jeanetta Louw, Vanessa Henning und Alexandra Schröder durchsetzte. Bei der deutschen Vorentscheidung trat Mutzke gegen weitere neun deutsche Künstler an und bekam mit 67 % der Zuschauerstimmen gut doppelt so viele Anrufe wie die übrigen neun Künstler zusammen. In einer weiteren Anrufrunde standen nur noch die besten zwei Künstler zur Wahl, Mutzke und Scooter. Hier setzte sich Mutzke mit 92 % durch und gewann damit die deutsche Vorentscheidung. Beim ESC-Finale in Istanbul erreichte er mit seinem Nr.-1-Hit Can’t Wait Until Tonight den achten Platz. Raab erhielt für SSDSGPS 2005 einen Grimme-Preis.

### SSDSDSSWEMUGABRTLAD

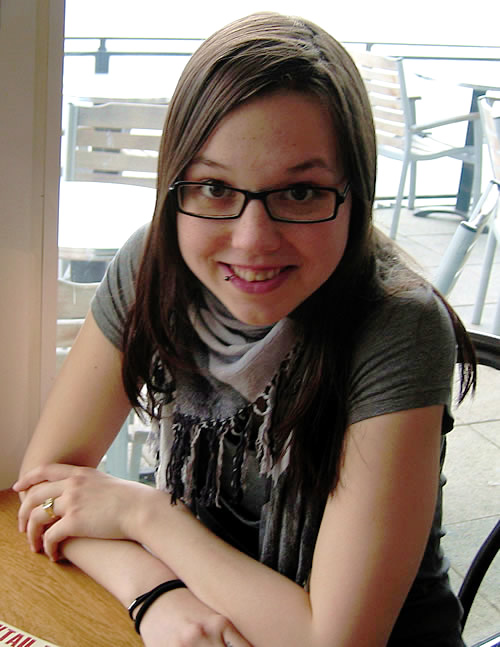
Stefanie Heinzmann

Als Nachfolger von SSDSGPS entstand 2007 SSDSDSSWEMUGABRTLAD. Die Abkürzung steht für „Stefan sucht den Superstar, der singen soll, was er möchte, und gerne auch bei RTL auftreten darf!“ Die Show entstand, als im April 2007 bei Deutschland sucht den Superstar der Kandidat Max Buskohl die Castingshow verließ und RTL ihm mit Hinweis auf bestehende Verträge untersagte, unmittelbar danach bei TV total aufzutreten. Raab startete eine Kampagne unter dem Motto „Freiheit für Max Buskohl“, in der er mit der Verwendung eines abgewandelten RAF-Entführungsfotos für Wirbel sorgte. Nachdem die von Kritikern als PR-Aktion eingeschätzte Aktion gescheitert war, startete Raab seine neue Castingshow.
Moderiert wurde die Sendung von Johanna Klum und Elton. Aus den Bewerbern, die sich in einer Casting-Box vorstellten, wurden zwanzig Kandidaten ausgewählt. Den Kandidaten war die Auswahl der Lieder freigestellt, auch eigene Produktionen waren erlaubt. Sie präsentierten sich in zwei Vorrunden dem Publikum und der Jury, die aus Stefan Raab, Max Buskohls Vater Carl Carlton und einem Gastjuror (darunter Sarah Connor, Anke Engelke, Stefanie Kloß, Sasha, Joy Denalane und Barbara Schöneberger) bestand. Per Televoting wurden zehn Kandidaten in die nächste Runde gewählt, die sich in weiteren Live-Shows bewähren mussten.
Im Finale am 10. Januar 2008 traten der Country-Musiker Mario Strohschänk, die Rocksängerin Steffi List aus Schweinfurt, der Balladenschreiber Gregor Meyle und die damals 18-jährige Schweizerin Stefanie Heinzmann aus Eyholz an. Strohschänk schied als Erster aus; alle Kandidaten präsentierten ihre kurz vorher aufgenommenen Singles erstmals live. Die aus dem Kanton Wallis stammende Stefanie Heinzmann gewann schließlich den Wettbewerb und erhielt einen Plattenvertrag.
Die erste, knapp 120-minütige Folge vom 25. Oktober 2007, sahen 0,92 Millionen Zuschauer, der Marktanteil in der werberelevanten Zielgruppe lag bei 10,0 Prozent. Die Episode vom 22. November 2007 sahen 0,75 Millionen Zuschauer, der Marktanteil bei den 14- bis 49-Jährigen lag bei 9,0 Prozent.

### Bundesvision Song Contest
Aus Enttäuschung über die schwachen Ergebnisse beim Eurovision Song Contest erfand Stefan Raab einen neuen musikalischen Wettbewerb. Beim Bundesvision Song Contest (kurz BuViSoCo) traten statt Musikern aus europäischen Staaten Teilnehmer aus den 16 deutschen Bundesländern gegeneinander an. In den regulären Ausgaben von TV total wurde pro Sendung ein Teilnehmer vorgestellt. Wie beim europäischen Vorbild fand der Wettbewerb immer im Bundesland des Vorjahressiegers statt.
| Ausgabe | Datum    | Veranstaltungsort                 | Gewinnerland        | Gewinner                                    |
| ------- | -------- | --------------------------------- | ------------------- | ------------------------------------------- |
| 2005    | 12. Feb. | Oberhausener König-Pilsener-Arena | Hessen              | Juli: Geile Zeit                            |
| 2006    | 9. Feb.  | Wetzlarer Mittelhessen-Arena      | Berlin              | Seeed: Ding                                 |
| 2007    | 9. Feb.  | Berliner Tempodrom                | Niedersachsen       | Oomph! feat. Marta Jandová: Träumst du      |
| 2008    | 14. Feb. | hannoversche TUI-Arena            | Brandenburg         | Subway to Sally: Auf Kiel                   |
| 2009    | 13. Feb. | Potsdamer Metropolis-Halle        | Berlin              | Peter Fox: Schwarz zu blau                  |
| 2010    | 1. Okt.  | Berliner Max-Schmeling-Halle      | Nordrhein-Westfalen | Unheilig: Unter deiner Flagge               |
| 2011    | 29. Sep. | Kölner Lanxess Arena              | Berlin              | Tim Bendzko: Wenn Worte meine Sprache wären |
| 2012    | 28. Sep. | Berliner Max-Schmeling-Halle      | Baden-Württemberg   | Xavas: Schau nicht mehr zurück              |
| 2013    | 26. Sep. | Mannheimer SAP-Arena              | Niedersachsen       | Bosse: So oder so                           |
| 2014    | 20. Sep. | Göttinger Lokhalle                | Bremen              | Revolverheld: Lass uns gehen                |
| 2015    | 29. Aug. | Bremer ÖVB-Arena                  | Rheinland-Pfalz     | Mark Forster: Bauch und Kopf                |

### Sondersendungen zum Eurovision Song Contest

#### Istanbul 2004
In der Woche vor dem Eurovision Song Contest 2004 präsentierten Stefan Raab, Max Mutzke, Elton und andere Gäste die Gastgeber-Stadt Istanbul. Sie stellten die Kultur und die Menschen vor und traten in türkischen Fernsehshows auf.

#### Oslo 2010

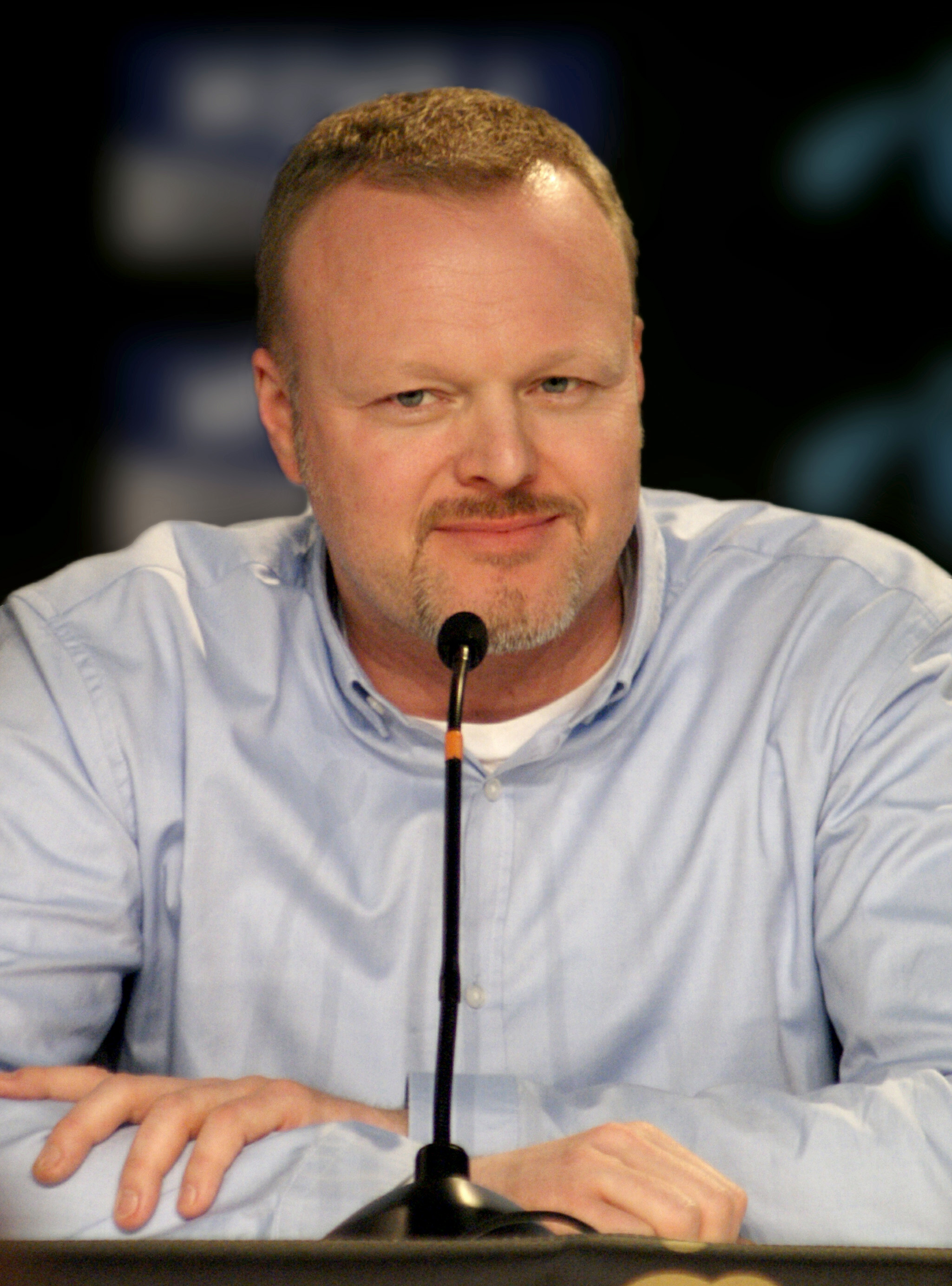
Stefan Raab bei einer Pressekonferenz des Eurovision Song Contest 2010 am 28. Mai 2010 in Oslo

In der Woche vor dem Eurovision Song Contest 2010 sendete TV total von Dienstag bis Freitag aus dem zwölften Stock des Gebäudes der norwegischen Arbeiterpartei in Oslo. In diesen Sendungen wurde u. a. die Rubrik „Lenas Tagebuch“ gezeigt, in der Lena Meyer-Landrut, die Gewinnerin von Unser Star für Oslo und spätere Siegerin des 55. Eurovision Song Contests, von einem Kamerateam während der Proben und Vorbereitungen sowie hinter den Kulissen begleitet wurde. Gäste der Sendungen waren u. a. die norwegischstämmige Charlotte Engelhardt, Elton, Marit Larsen, Wencke Myhre und der ESC-Gewinner von 2009, Alexander Rybak. Auch nach dem Eurovision Song Contest gab es mehrere Spezialausgaben von TV total zu diesem Thema.

#### Düsseldorf 2011
In der Woche vor dem Eurovision Song Contest 2011 in Düsseldorf übernahm Matthias Opdenhövel die Sendung, da Raab als Moderator des Wettbewerbs aufgrund der Live-Shows und zahlreichen Proben terminlich nicht zur Verfügung stand. Die Sondersendungen wurden von Montag bis Freitag als Live-Sendung ausgestrahlt. Am Sonntag nach dem ESC-Finale gab es eine weitere Ausgabe. Das Studio befand sich in der Düsseldorfer Arena, in der der ESC stattfand; durch die Fenster im Studio konnte man direkt auf die Bühne blicken. Auch in dieser Sendung gab es wieder „Lenas Tagebuch“ sowie Hintergrundmaterial zum Wettbewerb. Gäste waren Stefan Raab, Lena Meyer-Landrut, Elton, Anke Engelke und Judith Rakers, die neben Raab den ESC moderierten, sowie Teilnehmer und Experten wie z. B. die österreichische Sängerin Nadine Beiler, ESC-Kommentator Peter Urban und Autor Jan Feddersen.

### Jazz Night
Im April 2005 veranstaltete Raab eine Jazz Night rund um den Swing. Gemeinsam mit Max Mutzke, Tom Gaebel, Helge Schneider, Bonita Jeanetta Louw und einer eigens engagierten Bigband präsentierte er neue Versionen bekannter Lieder wie Hänschen Klein, Über den Wolken oder My Way. Am 22. Dezember 2005 folgte die Große Nacht der Stars mit Jeanette Biedermann, Wigald Boning, Tom Gaebel, Luise Koschinsky, Oli.P, Lucy Diakovska, Max Mutzke, Melanie C, Michael Bublé und Scooter.

### Tanzwoche
Nachdem er einige Jahre zuvor mit einer Wildcard an der Foxtrott-WM teilgenommen hatte, präsentierte Stefan Raab im Oktober 2005 eine Tanzwoche. Mit einer Profitänzerin stellte er die Tänze Samba, Jive, Rumba und Cha-Cha-Cha vor.

## Sport

### Boxen
Ähnlich wie der amerikanische Entertainer Andy Kaufman für den Titel Inter-Gender Wrestling Champion of the World gegen Frauen in den Wrestling-Ring stieg, kämpfte Stefan Raab gegen Regina Halmich bei zwei Kämpfen um den Titel Weltmeisterin sämtlicher Klassen.

#### TV total Boxen Extra
Den ersten Kampf über fünf Runden à zwei Minuten gegen die Weltmeisterin im Fliegengewicht verlor Raab als „Killerplauze“ am 22. März 2001 nach Punkten. Das Event fand im damaligen TV-total-Studio statt. Stefan Raab brach sich dabei, wie nach dem Kampf festgestellt wurde, die Nase. Für ProSieben war die Veranstaltung ein voller Erfolg. 7,64 Mio. Zuschauer verfolgten Stefan Raab und Regina Halmich. Bei der werberelevanten Zielgruppe der 14- bis 49-Jährigen erreichte der Sender einen Marktanteil von 50,6 %.

#### Die McFit Fight Night – Raab vs. Halmich
Am 30. März 2007 kam es in der ausverkauften Kölnarena nach sechs Jahren zum „Rückkampf“ zwischen Regina Halmich und Stefan Raab unter dem Motto Die Rückkehr der Killerplauze. Das mit einem Panzer, einem Käfig und lauter Musik inszenierte Show-Duell war die zentrale Veranstaltung der McFit-Fight Night, in der es u. a. auch zum WM-Kampf von Susianna Kentikian kam. Raab verlor erwartungsgemäß, konnte aber alle sechs Runden überstehen. Moderiert wurde das Event von Oliver Welke, Dariusz Michalczewski, Matthias Preuss, Jan Stecker und Johanna Klum. Weil Elton nicht an Raab geglaubt hatte, musste der Show-Praktikant im November 2007 den New-York-City-Marathon absolvieren. Er lief ihn in fünfeinhalb Stunden und einer Sekunde, Stefan Raab würdigte Eltons Leistung, indem er ihn zum Showoberpraktikanten beförderte.

### Wok-Weltmeisterschaft

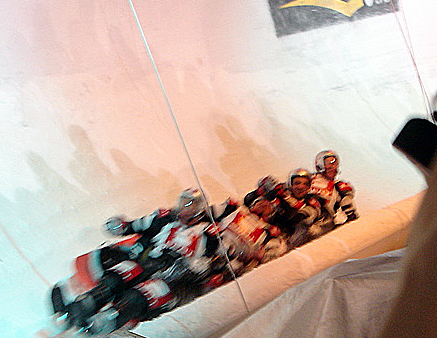
SEAT-Hackl-4er-Wok-Team im Zieleinlauf. Wok-WM 2006 in Innsbruck.

In der Sendung Wetten, dass..? bot Raab am 22. Februar 2003 als Wettpate an, die Bobbahn Winterberg in einem Wok herunterzufahren. Daraus entstand die „Wok-Weltmeisterschaft“, bei der prominente Teilnehmer aus Sport und Show jedes Jahr in der Einer- und Vierer-Disziplin antraten. Austragungsorte waren die Bahnen in Winterberg, Innsbruck (Tirol), Altenberg (Erzgebirge), Oberhof und Schönau am Königssee. Die erfolgreichsten Teilnehmer waren der Olympiasieger Georg Hackl, der Musiker und Extremsportler Joey Kelly, der Moderator Stefan Gödde und Raab selbst. Wegen des Vorwurfs der Schleichwerbung war ProSieben 2009 erstmals gezwungen, die Wok-WM als Dauerwerbesendung zu kennzeichnen. Als Reaktion darauf wurde seitdem bis Ende 2013 in der täglichen TV-total-Sendung der ironische Hinweis Dauerfernsehsendung eingeblendet.
Mit der Neuauflage der Hauptsendung folgte auch eine Wiederbelebung der Wok-WM.

### Eisschnelllauf
Am 4. April 2002 trat Stefan Raab im Eisschnelllauf gegen die Olympiasiegerin Claudia Pechstein an. Er gewann das Rennen über 3000 Meter knapp. Dabei hatte er allerdings einen Vorsprung von 900 Metern erhalten.

### Springreiten
Am 30. September 2004 veranstaltete Stefan Raab auf dem CHIO-Gelände in der Aachener Soers ein Springreit-Championat mit vielen Prominenten. Die Dressurreiterin Isabell Werth gewann den Wettbewerb vor Tobias Schlegl und Charlotte Karlinder, während Raab nach dem zweiten Durchgang ausschied.
Gegenüber anderen Sonderformaten war das TV Total Championat 2004 weniger erfolgreich: So betrug der Marktanteil lediglich 20,3 Prozent bei 2,26 Millionen Zuschauern.

### Turmspringen
Als weiterer sportlicher Wettbewerb fand Das große TV total Turmspringen erstmals am 16. Dezember 2004 in der Olympia-Schwimmhalle in München statt. Er wurde seitdem fast jährlich ausgetragen, 2005 in der Schwimm- und Sprunghalle im Europasportpark in Berlin und danach wieder in München. Es traten jeweils etwa zehn Springer und Paare im Einzel- und Synchronspringen an.
Ab 2022 wurde der Wettbewerb als RTL Turmspringen von Stefan Raab produziert und bei RTL ausgestrahlt. 2024 soll das Format zu ProSieben zurückkehren.

### Stock Car
Bei einem am 30. September 2002 ausgestrahlten Beitrag für die Rubrik Raab in Gefahr lernte der Moderator das Stockcar-Rennen kennen und entwickelte einen eigenen Wettbewerb. Dieser fand – außer 2008 – jährlich in der Gelsenkirchener Veltins-Arena statt. Bei der TV total Stock-Car-Crash-Challenge gab es drei Wettbewerbe in den Klassen 1500, 1900 und 3000 cm³ sowie ein „Rodeo-Rennen“, das so lange dauerte, bis nur noch Autos eines Teams fahrtüchtig waren. 2011 wurde erstmals ein Caravan-Crash-Cup veranstaltet, bei dem vier Fahrer mit Wohnwagen die Strecke befahren. Moderiert wurde dieses Spektakel von 2005 bis 2008 von Oliver Welke und Sonya Kraus. 2009 wurde Welke von Charlotte Engelhardt unterstützt. 2010 moderierte Matthias Opdenhövel die Sendung, bei den Teams interviewte Sonya Kraus die Fahrer, ebenso wie 2011 an der Seite von Steven Gätjen, der seitdem die Moderation der Sendung übernahm. Von 2012 bis 2014 übernahm Charlotte Engelhardt die Co-Moderation, während sie 2015 durch Sophia Thomalla ersetzt wurde.

### Parallelslalom
Nach einer witterungsbedingten Verschiebung präsentierte Stefan Raab den Großen TV total Parallelslalom am 16. Dezember 2006 aus St. Anton am Arlberg mit 15 prominenten Teilnehmern. Christian Clerici gewann den Finallauf auf der Weltcup-Strecke gegen Richter Alexander Hold. Den dritten Platz sicherte sich DJ BoBo im Duell mit Raab.
Am 15. Dezember 2006 fand das Qualifying statt, welches von 1,19 Millionen Zuschauern verfolgt wurde. Einen Tag später wurde der eigentliche Wettbewerb von insgesamt 1,96 Millionen (Marktanteil: 7,5 Prozent) und 1,48 Millionen Zuschauern in der werberelevanten Zielgruppe (Marktanteil: 14,4 Prozent) verfolgt.

### Autoball

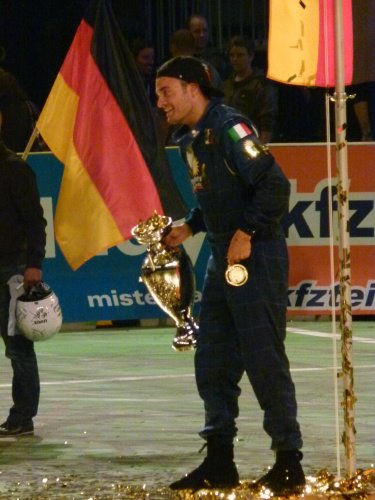
Giovanni Zarrella nach seinem Sieg bei der Autoball-EM 2012

Autoball ist eine Ballsportart, bei der zwei Mannschaften mit dem Ziel gegeneinander antreten, mit ihren Fahrzeugen mehr Tore als der Gegner zu erzielen und so das Spiel zu gewinnen. Die Sportart gilt als eine Variante des Motoball. Stefan Raab entdeckte die Sportart 2007 in seiner Sendung Schlag den Raab und trug zur Fußball-Europameisterschaft 2008 erstmals ein Autoball-Turnier aus. Weitere Turniere folgten zu den Fußball-Weltmeisterschaften 2010 und 2014 und zur Fußball-Europameisterschaft 2012. Am 16. Dezember 2022, zwei Tage vor dem Endspiel der Fußball-Weltmeisterschaft 2022, fand die dritte Autoball-Weltmeisterschaft statt.

### Deutscher Eisfußball-Pokal
Bei Schlag den Raab gab es am 17. Januar 2009 das Spiel „Eisfußball“, bei dem die Kontrahenten in Bowlingschuhen auf dem Eis Fußball spielten. Raab gefiel das Spiel so gut, dass er nach einigen Tests einen neuen Wettbewerb entwickelte.

### Quizboxen
Am 18. Oktober 2012 startete mit Quizboxen eine neue Show im Rahmen von TV total. Die Show war eine Mischung aus Sport (Boxen) und Quizsendung. Moderiert wurde von Stefan Raab, der auch das Quiz leitete. Am Boxring saßen fünf Wertungsrichter, ein Ringrichter leitete die Boxrunden. Kommentator war Frank Buschmann.

### Headis
Zweimal fand eine „Headis“-Sondersendung statt. Der Funsport Headis ist eine Mischung aus dem herkömmlichen Tischtennis und dem Kopfball des Fußballs. Da an einer herkömmlichen Tischtennisplatte gespielt wird, der Ball aber nur mit dem Kopf berührt werden darf, verbindet Headis das Kopfballspiel des Fußballs, die taktischen Elemente des Tennis sowie die Beinarbeit des Tischtennis miteinander. Es wurde in zwei Gruppen mit je drei Teilnehmern gespielt, wobei sich die beiden Gruppensieger für das Finale qualifizierten. Ein Spiel ging bis elf Punkte.
Die Teilnehmer beim ersten Turnier am 16. Oktober 2014 waren Elton, Luke Mockridge, Thorsten Legat, Thore Schölermann, Matze Knop und Stefan Raab.
| Elton          | – | Luke Mockridge | 11:7 |
| Luke Mockridge | – | Thorsten Legat | 7:11 |
| Elton          | – | Thorsten Legat | 2:11 |

| Rang | Spieler        | Verhältnis | Punkte |
| ---- | -------------- | ---------- | ------ |
| 1.   | Thorsten Legat | 22:9       | 6      |
| 2.   | Elton          | 13:18      | 3      |
| 3.   | Luke Mockridge | 14:22      | 0      |

| Stefan Raab       | – | Thore Schölermann | 11:7 |
| Thore Schölermann | – | Matze Knop        | 11:9 |
| Stefan Raab       | – | Matze Knop        | 11:8 |

| Rang | Spieler           | Verhältnis | Punkte |
| ---- | ----------------- | ---------- | ------ |
| 1.   | Stefan Raab       | 22:15      | 6      |
| 2.   | Thore Schölermann | 18:20      | 3      |
| 3.   | Matze Knop        | 17:22      | 0      |

| Finale         | Finale | Finale      | Finale |
| -------------- | ------ | ----------- | ------ |
| Thorsten Legat | –      | Stefan Raab | 13:11  |

Beim zweiten Turnier am 21. Oktober 2015 spielten Elton, Tom Beck, David Odonkor, Célia Šašić, Axel Stein und Stefan Raab.
| Elton         | – | David Odonkor | 10:12 |
| David Odonkor | – | Tom Beck      | 06:11 |
| Elton         | – | Tom Beck      | 07:11 |

| Rang | Spieler       | Verhältnis | Punkte |
| ---- | ------------- | ---------- | ------ |
| 1.   | Tom Beck      | 22:13      | 6      |
| 2.   | David Odonkor | 18:21      | 3      |
| 3.   | Elton         | 17:23      | 0      |

| Stefan Raab | – | Axel Stein  | 13:11 |
| Axel Stein  | – | Célia Šašić | 11:2  |
| Stefan Raab | – | Célia Šašić | 6:11  |

| Rang | Spieler     | Verhältnis | Punkte |
| ---- | ----------- | ---------- | ------ |
| 1.   | Axel Stein  | 22:15      | 3      |
| 2.   | Stefan Raab | 19:22      | 3      |
| 3.   | Célia Šašić | 13:17      | 3      |

| Finale   | Finale | Finale     | Finale |
| -------- | ------ | ---------- | ------ |
| Tom Beck | –      | Axel Stein | 15:6   |

### Olympische Spiele
Parallel zu den Olympischen Spielen 2004 fand die TV-total-Olympiade statt. Stefan Raab, Elton und jeweils ein prominenter Gast maßen sich in verschiedenen Leichtathletikdisziplinen: Hochsprung mit Michael Herbig, Zeitfahrrennen mit Oliver Pocher und 100-Meter-Lauf mit Alida Kurras. Zu den Olympischen Winterspielen 2006 gab es eine Neuauflage.

### Hochsprung
Am 2. September 2004 fand das TV total Hochsprung Meeting statt. Pierre Geisensetter gewann mit 1,55 m gegen Elton, Joey Kelly, Matthias Opdenhövel, Simon Gosejohann und Oliver Pocher. Raab konnte verletzungsbedingt nicht teilnehmen.

### Beachvolleyball
Am 6. Oktober 2009 fand Der große TV total Beachvolleyball Cup statt. Neben Raab und Elton nahmen die amtierenden Weltmeister Julius Brink und Jonas Reckermann teil.

## Weitere Sondersendungen
Neben dem regulären Programm und den oben genannten Sport- und Musiksondersendungen wurden in unregelmäßigen Abständen weitere Sondersendungen ausgestrahlt.

### TV total PokerStars.de Nacht
Ab dem 6. Juli 2006 veranstaltete Raab mehrmals im Jahr eine Poker-Nacht. Zusammen mit Elton, drei Prominenten und einem Zuschauer-Kandidaten, der sich im Internet qualifizierte, spielte er Texas Hold’em. Der Gewinner erhielt 50.000 €, die zuvor ausgeschiedenen Spieler erhielten 20.000 €, 15.000 €, 10.000 € und 5.000 €, der letzte Platz ging leer aus. Nach Raabs Karriereende wurde die Sendung einmalig als ProSieben PokerStars.de-Nacht fortgesetzt.

### Bowling-Abend
Nachdem für eine Ausgabe von Schlag den Raab eine Bowling-Anlage aufgebaut worden war, veranstaltete Stefan Raab am 25. Oktober 2006 eine Bowling-Runde mit den Gästen Sonya Kraus, Oliver Welke und Elton. Letzterer gewann mit 116 Punkten vor Raab, Welke und Kraus. Am Nikolaus-Abend gab es eine zweite Ausgabe, bei der sich Raab mit 106 Punkten gegen Elton, Jeanette Biedermann und Ben durchsetzte.
Eine weitere Ausgabe wurde am 6. Dezember 2006 ausgestrahlt.

### Silvester Spezial
Von 2001 bis 2008 präsentierte ProSieben jedes Jahr zu Silvester ein TV total Silvester Spezial. Bis Silvester 2007 blickten Raab und seine Gäste Christoph Maria Herbst, Rick Kavanian, Michael Herbig und Sonya Kraus auf das abgelaufene Jahr zurück. An Silvester 2008 präsentierte Stefan Raab ohne Gäste auf der Couch die besten TV-Ausschnitte, die Hits des Jahres und die Highlights der TV total-Sendungen des Jahres.

### Jahresrückblick
Ab 2009 veranstaltete Raab anstelle des Silvester-Spezials einen Jahresrückblick mit den TV-total-Highlights des Jahres. Die erste Ausgabe wurde am 21. Dezember 2009 ausgestrahlt.

### Bundestagswahl
Am 17. September 2005 um 20:15 Uhr veranstaltete Stefan Raab eine Sondersendung zur Bundestagswahl 2005. Gäste waren die Politiker Christian Wulff (CDU), Franz Müntefering (SPD), Guido Westerwelle (FDP), Günther Beckstein (CSU) und Jürgen Trittin (Grüne). Als Co-Moderator half Peter Limbourg vom Partnersender N24. Matthias Opdenhövel präsentierte die Ergebnisse eines Televotings, bei dem jeder, also auch Minderjährige und Menschen ohne deutsche Staatsangehörigkeit, beliebig oft für eine Partei stimmen durften: SPD 36,5 %, CDU/CSU 30,1 %, FDP 13,7 %, Grüne 8,9 %, Linkspartei.PDS 10,7 %. Das Ergebnis spiegelte vor allem das politische Spektrum der jüngeren Zielgruppe wider. Für die Show erhielten Raab und Limbourg den Goldenen Prometheus in der Kategorie „Coup des Jahres“.
Am Vorabend der Bundestagswahl 2009 gab es eine weitere Sondersendung, zu der Vertreter von CDU (Christian Wulff), CSU (Karl-Theodor zu Guttenberg), SPD (Franz Müntefering), FDP (Guido Westerwelle), Bündnis 90/Die Grünen (Jürgen Trittin) und Die Linke (Gregor Gysi) eingeladen wurden. Erneut moderierte Raab zusammen mit Peter Limbourg. Die Linkspartei erreichte bei dieser Sendung sehr hohe Ergebnisse (in manchen Bundesländern sogar absolute Mehrheiten).
Zur Bundestagswahl 2013 fand die dritte Sondersendung statt. Gäste dieser Sendung am Vorabend der Wahl waren Ilse Aigner (CSU), Armin Laschet (CDU), Thomas Oppermann (SPD), Rainer Brüderle (FDP), Katrin Göring-Eckardt (Bündnis 90/Die Grünen) und Gregor Gysi (Die Linke). Die Zuschauer konnten per Televoting für die Partei abstimmen, die sie wählen würden.

### Fußball-WM und -EM
Bei großen Turnieren stand der Fußball im Mittelpunkt der Sendung. Zur WM 2002 präsentierte Raab seine Erlebnisse in Japan, bei der EM 2004 reiste Elton gemeinsam mit Oliver Pocher in einem Wohnwagen durch das Gastgeberland Portugal.
Während der Fußball-Weltmeisterschaft 2006 wurde die Sendung unter dem Titel WM total live ausgestrahlt. Raab analysierte dabei das Geschehen rund um die WM, tippte die Spiele und spielte gegen den jeweiligen Studiogast den Blind Kick, ein überdimensionale Variante des Tipp-Kick, bei der lebende Spielfiguren, deren Augen verbunden waren, durch Kommandos von Raab und seinem Gegner gesteuert werden. Im Dezember 2005 hatte Raab bereits die Gruppenauslosung mit großen Übereinstimmungen vorweggenommen.
Zur Fußball-Europameisterschaft 2008 und 2012 sowie zur Fußball-Weltmeisterschaft 2010 und 2014 veranstaltete Raab jeweils eine Autoball-EM bzw. -WM.
Unter dem Titel EM total gab es im Vorfeld der Fußball-Europameisterschaft 2024 in Deutschland am 12. Juni 2024 eine zweistündige TV-total-Sondersendung.

### Maskottchen-WM
Am 1. Juni 2006 fand ein Wettlauf mit den Maskottchen von insgesamt 46 Sportvereinen statt, den der Löwe des TV Großwallstadt vor dem Löwen von Bayer 04 Leverkusen, dem Tiger der Walter Tigers Tübingen und dem Zebra Ennatz vom MSV Duisburg gewann.

### TV total goes St. Moritz
Vom 9. bis 12. Januar 2006 zeigte Raab Einspieler von seinen Erlebnissen im Schweizer Skiort St. Moritz. Im Studio, das wie eine Alpenhütte gestaltet war, empfing er u. a. den Curling-Experten Max Reiser, die Jodel-Lehrerin Nadja Räss, den Freeski-Meister Alois Bickel und den ehemaligen Skirennläufer Willy Bogner junior.

### TVTNSFDWADKHUWGNEMKAKVANBÜDLZT bei Stefan Raab
In dieser Rubrik suchte Raab die schönste Frau Deutschlands. Die Abkürzung steht für TV totals next schöne Frau, die was auf dem Kasten hat und wenn’s geht noch etwas mehr kann, als Kleider von A nach B über den Laufsteg zu tragen – bei Stefan Raab. Ende Oktober 2010 begannen die ersten von insgesamt vier Raab-Castings in Köln. Am 14. März 2011 begann der Recall, bei dem sich täglich drei Kandidatinnen dem Studiopublikum zur Wahl stellen. Am 23. März 2011 ging die damals 26-jährige Korinna Kramer als Siegerin hervor. Sie trat bzw. tritt seitdem bei TV total, seit April 2011 auch bei Schlag den Raab und später auch bei Schlag den Star, Schlag den Henssler und Schlag den Besten als Assistentin und Backstage-Reporterin auf.
Ursprünglich sollte das Casting TV totals Next Supermodel – bei Stefan Raab heißen. Dieser Titel war eine direkte Anspielung auf Heidi Klums Show Germany’s Next Topmodel – by Heidi Klum, die seit 2006 ebenfalls bei ProSieben ausgestrahlt wird. Aus diesem Grund musste das Format später umbenannt werden.

### BallBall
Am 6. November 2012 fand eine BallBall-Sondersendung statt. Das Spiel BallBall wurde erstmals am 22. September 2012 bei Schlag den Raab gespielt. Raab hatte seinerzeit schon eine solche Sondersendung angekündigt. Ziel des Spiels ist es, einen auf dem Mittelpunkt des Spielfeldes liegenden Basketball mit Hilfe von Tennisbällen in die Endzone des Gegners zu bringen. Diese werden von außerhalb des Spielfeldes, welches nicht betreten werden darf, geworfen. Bei Schlag den Raab verlor Raab gegen die Kandidatin Manuela mit 2:3. In der TV-total-Sondersendung mit dem Titel TV total Ballball Spezial traten jeweils Zweierteams gegeneinander an. Die teilnehmenden Mannschaften waren:
| Teamname      | Teilnehmer        | Teilnehmer       |
| ------------- | ----------------- | ---------------- |
| Volleyball    | Ilka Semmler      | Katrin Holtwick  |
| Moderatoren   | Daniel Aminati    | Peter Imhof      |
| Sportskanonen | Giovanni Zarrella | Fabian Hambüchen |
| TV total      | Stefan Raab       | Elton            |

|  | Halbfinale | Halbfinale         | Halbfinale |  |                  | Finale           | Finale             | Finale           |
|  |            |                    |            |  |                  |                  |                    |                  |
|  |            |                    |            |  |                  |                  |                    |                  |
|  |            | Zarrella/Hambüchen | 3          |  |                  |                  |                    |                  |
|  |            | Holtwick/Semmler   | 4          |  |                  |                  |                    |                  |
|  |            |                    |            |  | Holtwick/Semmler | 2                |                    |                  |
|  |            |                    |            |  |                  | Aminati/Imhof    | 12                 |                  |
|  |            | Aminati/Imhof      | 4          |  |                  |                  |                    |                  |
|  |            | Raab/Elton         | 1          |  |                  | Spiel um Platz 3 | Spiel um Platz 3   | Spiel um Platz 3 |
|  |            |                    |            |  |                  |                  | Zarrella/Hambüchen | 1                |
|  |            | Raab/Elton         | 4          |  |                  |                  |                    |                  |
|  |            |                    |            |  |                  |                  |                    |                  |

### Prunksitzung
Am 9. Februar 2013, zwei Tage vor Rosenmontag, wurde Die Große TV total Prunksitzung ausgestrahlt. Teilnehmer waren unter anderem die aus dem Kölner Karneval bekannten Mundartbands Höhner und Brings, Bastian Pastewka und Anke Engelke in ihren Rollen als Wolfgang & Anneliese, die Comedians Markus Krebs, Carolin Kebekus, Dave Davis, Matze Knop und Mundstuhl, die Sängerin Lena als Tanzmariechen, der Schauspieler Martin Klempnow als Robert Geiss und Helge Schneider.

### TV total live aus New York
In der Woche vom 27. Januar bis zum 1. Februar 2014 sendete Raab live aus New York City. Neben den üblichen Terminen am Montag bis Donnerstag gab es eine zusätzliche Ausgabe am Samstagabend. Anlass für die Reise war der Super Bowl am 2. Februar. Für diese Sendungen wurde ein kleines Studio direkt am Times Square eingerichtet. Dort empfing Stefan Raab einige Prominente und Sportler aus den Vereinigten Staaten. Unterstützt wurde er vom Sportkommentator Frank Buschmann und dem Comedian Luke Mockridge.

### The Masked Moderator
Am 2. November 2022 wurde anlässlich des in derselben Woche stattfindenden Finales von The Masked Singer eine Sondersendung ausgestrahlt, in der drei verkleidete Prominente ein wie in der Sendung übliches Stand-up hielten. Sieger war Torsten Sträter im Kostüm des „Grünchens“. Im Rateteam saßen Sebastian Pufpaff, Collien Ulmen-Fernandes und Simon Gosejohann. Moderiert wurde diese Sendung von Christian Düren.
| Platz | Kostüm   | Person          | Bekannt als  |
| ----- | -------- | --------------- | ------------ |
| 1     | Grünchen | Torsten Sträter | Komiker      |
| 2     | Doofi    | Tom Beck        | Schauspieler |
| 3     | Grabschi | Vanessa Mai     | Sängerin     |

### TV total XXL
Am 29. August 2024 wurde in der Kölner Lanxess Arena eine 120 Minuten lange XXL-Ausgabe mit rund 15.000 Zuschauern aufgezeichnet. Die Ausstrahlung erfolgt am Samstag, den 31. August 2024 um 20:15 Uhr auf ProSieben.

### TV total Bundesvision Comedy Contest
Am 11. Juni 2024 wurde bekannt gegeben, dass noch in diesem Jahr der Bundesvision Comedy Contest stattfinden soll. In Anlehnung an den Bundesvision Song Contest tritt für jedes Bundesland jeweils ein Comedian an, wobei dann „das witzigste Bundesland gekürt“ werden soll. Die Ausstrahlung erfolgte am 28. September 2024.

### TV total Promi Wrestling
Am 4. Januar 2025 wurde eine Wrestling-Sondersendung von TV Total unter dem Titel TV Total – Promi Wrestling ausgestrahlt. Dabei wurde erstmals die WTF TV Total Promi Wrestling Championship vergeben. Die Sendung soll fortgesetzt werden, erreichte aber nur geringe Einschaltquoten.

## Moderatoren der Sendung und der Sondersendungen
| Moderation           | Jahre                 | moderierte Sendungen |
| -------------------- | --------------------- | --- |
| Stefan Raab          | 1999–2015             | - TV total (1999–2015) - SSDSGPS (2003/2004) - Bundesvision Song Contest (2005–2015) - TV total Quizboxen (2012–2013) - TV total Prunksitzung (2013) - Schlag den Star (2009, 2014–2015) |
| Elton                | 2001–2024             | - SSDSGPS (2003/2004) - Schlag den Raab (Blamieren oder Kassieren) (2006–2015) - Bundesvision Song Contest (2006–2015) - SSDSDSSWEMUGABRTLAD (2007/2008) - TV total Autoball Europameisterschaft (2008, 2012) - TV total Autoball Weltmeisterschaft (2010, 2014) - Schlag den Star (2016–2024) - ProSieben PokerStars.de-Nacht (2016) - Schlag den Henssler (2017–2018) - Schlag den Besten (2019–2020, 2022) - TV total (19.01.2022, Vertretung) - Blamieren oder Kassieren XL (2022) - TV total Wok-WM (2022–2023) |
| Annette Frier        | 2003–2005             | - SSDSGPS (2003/2004) - Bundesvision Song Contest (2005) |
| Sonya Kraus          | 2003–2013             | - TV total Wok-WM (2003–2013) - TV total Turmspringen (2004–2012) - TV total Stock Car Crash Challenge (2005–2008, 2010–2011) |
| Kai Pflaume          | 2003–2005             | - TV total Wok-WM (2003–2005) - Das TV total Championat (2004) - TV total Turmspringen (2005) |
| Oliver Pocher        | 2003–2005             | - TV total Wok-WM (2003–2005) - Das TV total Championat (2004) - TV total EM-Spezial (2004) - Bundesvision Song Contest (2005) - TV total Turmspringen (2004–2005) |
| Franziska Schenk     | 2004                  | - TV total on Ice (2004) |
| Oliver Welke         | 2004–2010             | - TV total on Ice (2004) - TV total Stock Car Crash Challenge (2005–2009) - TV total Wok-WM (2006–2009) - TV total Parallelslalom (2006) - TV total Autoball Europameisterschaft (2008) - TV total Turmspringen (2007–2009) - Deutscher Eisfußball-Pokal (2009) - TV total PokerStars.de Nacht (2006–2010) |
| Ingolf Lück          | 2004                  | - TV total Turmspringen (2004) |
| Peter Limbourg       | 2005–2009             | - TV total Bundestagswahl (2005, 2009) |
| Mirjam Weichselbraun | 2005–2011             | - TV total Wok-WM (2005, 2011) |
| Johanna Klum         | 2006–2011             | - TV total Parallelslalom (2006) - SSDSDSSWEMUGABRTLAD (2007/2008) - Bundesvision Song Contest (2007–2011) |
| Michael Körner       | 2006–2015             | - TV total PokerStars.de Nacht (2006–2015) |
| Matthias Opdenhövel  | 2006–2011, seit 2024  | - Schlag den Raab (2006–2011) - TV total Wok-WM (2006–2011) - TV total Autoball Europameisterschaft (2008) - Deutscher Eisfußball-Pokal (2009) - TV total Turmspringen (2009–2010) - TV total Autoball Weltmeisterschaft (2010) - TV total Stock Car Crash Challenge (2010) - Unser Star für Oslo (2010) - Schlag den Star (2010, seit 2024) - Unser Song für Deutschland (2011) |
| Janin Reinhardt      | 2006                  | - Bundesvision Song Contest (2006) |
| Charlotte Würdig     | 2009–2014             | - TV total Stock Car Crash Challenge (2009, 2012–2014) |
| Carolin Kebekus      | 2010                  | - TV total Wok-WM (2010) |
| Sabine Heinrich      | 2010–2011             | - Unser Star für Oslo (2010) - Unser Song für Deutschland (2011) |
| Jessica Kastrop      | 2010–2013             | - TV total PokerStars.de Nacht (2010–2013) |
| Steven Gätjen        | 2011–2015, 2022, 2024 | - Schlag den Raab (2011–2015) - Schlag den Star (2011–2013) - TV total Stock Car Crash Challenge (2011–2015) - TV total Turmspringen (2011–2015, 2024) - Unser Star für Baku (2012) - TV total Wok-WM (2012–2015, 2024) - TV total Autoball Europameisterschaft (2012, 2024) - TV total Autoball Weltmeisterschaft (2014, 2022) - Deutscher Eisfußball-Pokal (2015) |
| Lena Meyer-Landrut   | 2011                  | - Bundesvision Song Contest (2011) |
| Olaf Schubert        | 2011–2012             | - TV total Turmspringen (2011–2012) |
| Matze Knop           | 2012–2015             | - TV total Wok-WM (2012–2015) - TV total Turmspringen (2013–2014) - Deutscher Eisfußball-Pokal (2015) |
| Sandra Rieß          | 2012–2013             | - Unser Star für Baku (2012) - Bundesvision Song Contest (2012–2013) |
| Natalie Hof          | 2013–2015             | - TV total PokerStars.de Nacht (2013–2015) |
| Rebecca Mir          | 2013–2014             | - TV total Turmspringen (2013) - TV total Wok-WM (2014) |
| Sophia Thomalla      | 2014–2015, 2022–2023  | - TV total Turmspringen (2014–2015) - TV total Wok-WM (2015, 2022–2023) - TV total Stock Car Crash Challenge (2015) |
| Frank Buschmann      | 2015                  | - TV total Turmspringen (2015) |
| Sebastian Pufpaff    | seit 2021             | - TV total (seit 2021) - TV total Bundesvision Comedy Contest (2024) |
| Michael Herbig       | 2022                  | - TV total (09.11.2022, Vertretung) |
| Christoph Dommisch   | 2022                  | - TV total Wok-WM (2022) |
| Bastian Bielendorfer | 2023                  | - TV total Wok-WM (2023) |
| Özcan Coşar          | 2023                  | - TV total Wok-WM (2023) |
| Viviane Geppert      | 2024                  | - TV total Turmspringen (2024) |
| Andrea Kaiser        | 2024                  | - TV total Wok-WM (2024) |
| Khalid Bounouar      | 2024                  | - TV total Wok-WM (2024) |

## Rechtsstreitigkeiten
TV total verfolgte das Ziel, sich auf satirische Art und Weise der Medienkritik mit Hilfe von Fernsehausschnitten aus anderen Fernsehsendern zu widmen. Die parodistische Zielsetzung der gesamten Sendung gab jedoch keinen Freibrief für unfreie Entnahmen durch einzelne Beiträge. Daher kam es mehrmals zu juristischen Auseinandersetzungen.
In einem Fall hatte Raab einen 20 Sekunden dauernden Ausschnitt eines Spontan-Jodelns aus der HR-Sendung Landparty in Hüttenberg relativ unkommentiert gezeigt. Deshalb konnte er sich weder auf das Recht zur freien Bearbeitung noch auf das Zitatrecht stützen. Zudem habe es sich auch nicht um ein aktuelles Tagesereignis gehandelt, über das TV total berichten könnte, ohne dafür Lizenzgebühren zu zahlen. Damit wurden TV total einige Grenzen des Urheberrechts aufgezeigt, denn lizenzfrei sind demnach
- kommentierte Fernsehausschnitte (also nach § 24 Abs. 1 UrhG frei bearbeitete und zum selbständigen Werk führende),
- zitierte Fernsehausschnitte (§ 51 Nr. 2 UrhG) setzen eine innere Verbindung zwischen der zitierten Stelle und eigenen Gedanken voraus. Ein Zitat ist deshalb grundsätzlich nur zulässig, wenn es als Belegstelle oder Erörterungsgrundlage für selbständige Ausführungen des Zitierenden erscheint.[51] oder
- aktuelle Tagesereignisse (§ 50 UrhG) sind jedes aktuelle Geschehen, das für die Öffentlichkeit von Interesse ist, wobei ein Geschehen solange aktuell ist, als ein Bericht darüber von der Öffentlichkeit noch als Gegenwartsberichterstattung empfunden wird.[52]

Ein nur aus Gründen der Komik gesendeter Ausschnitt erfüllt diese Bedingungen nicht. Damit wurde im Falle der „Landparty in Hüttenberg“ in das ausschließliche Recht des Filmherstellers nach § 95, § 94 Abs. 1 Satz 1 UrhG eingegriffen, den Filmträger zu vervielfältigen (§ 16 UrhG), zu verbreiten (§ 17 UrhG) und zur öffentlichen Vorführung zu benutzen (§ 19 Abs. 4 UrhG). Der Moderator habe mit seinem Beitrag auch weder eine Medienkritik geleistet noch ein Kunstwerk geschaffen. Die Übernahme des Interviews ist deshalb auch unter Berücksichtigung der Meinungsfreiheit (Art. 5 Abs. 1 GG) und der Kunstfreiheit (Art. 5 Abs. 3 GG) nicht von § 24 Abs. 1 UrhG gedeckt. Werden Lizenzgebühren fällig, verlangen öffentlich-rechtliche Fernsehanstalten von privaten Sendern einen Lizenzpreis von im Durchschnitt rund 1.300 € pro angefangene Minute.
Kritiker warfen Raab mitunter vor, sein Humor gehe auf Kosten Dritter sowie Fernsehunerfahrener und verletze diese in ihren Persönlichkeitsrechten. So wurde Raab bereits mehrfach verklagt und beispielsweise im Februar 2004 im Fall Lisa Loch wegen Verletzung der Persönlichkeitsrechte zu einem Schadenersatz von 70.000 Euro oder im September 2005 wegen Verstoßes gegen das Kunsturhebergesetz (Recht am eigenen Bild) und Beleidigung zu einer Geldstrafe von 150.000 Euro verurteilt.

## Einschaltquoten

Zuschauerzahlen TV total von 1999 bis 2015

Durch die wechselnden Sendezeiten lassen sich die Einschaltquoten von TV total nur schwer miteinander vergleichen. So lief die Sendung lange Zeit vier Mal wöchentlich teilweise nach 23 Uhr, während sie zu Beginn wöchentlich gegen 22 Uhr ausgestrahlt wurde. Seit dem Comeback 2021 läuft sie wöchentlich zur Hauptsendezeit.
Die nachfolgenden Einschaltquoten spiegeln die absoluten Zuschauerzahlen im Jahresdurchschnitt wider und wurden von Media Control ermittelt.
| - 1999: 2,36 Mio. - 2000: 3,21 Mio. - 2001: 2,09 Mio. - 2002: 1,76 Mio. - 2003: 1,57 Mio. - 2004: 1,29 Mio. - 2005: 1,24 Mio. - 2006: 1,11 Mio. - 2007: 0,85 Mio. - 2008: 0,76 Mio. | - 2009: 0,74 Mio. - 2010: 0,83 Mio. - 2011: 0,85 Mio. - 2012: 0,72 Mio. - 2013: 0,68 Mio. - 2014: 0,76 Mio. - 2015: 0,76 Mio. - 2021: 1,46 Mio. - 2022: 1,32 Mio. - 2023: 1,33 Mio. - 2024: 1,28 Mio. |

Die Sendung mit der prozentual besten Zuschauerzahl wurde zunächst am 5. Juni 2008, direkt nach dem Finale von Germany’s Next Topmodel gesendet und erreichte über 23 Prozent der Zuschauer zwischen 14 und 49 Jahren sowie 2,08 Millionen Zuschauer und 14,4 Prozent Marktanteil insgesamt.
Mit dem Comeback von TV total am 10. November 2021 wurde diese Quote zur Hauptsendezeit mit einem Marktanteil von 27,2 Prozent in der Zielgruppe von 14 bis 49 Jahren und 2,11 Millionen Zuschauern sowie 9,5 Prozent Marktanteil und 2,85 Millionen Zuschauern insgesamt übertroffen. Im Jahresdurchschnitt waren es 2021 1,46 Mio. Zuschauer von 14 bis 49 Jahren. Die parallele Veröffentlichung der neuen Raab-Show Du gewinnst hier nicht die Million bei RTL+ hatte zunächst weder auf die Reichweite, noch den Marktanteil der Sendung einen signifikanten Einfluss: Wie auch in den Vorwochen erreichte die parallel ausgestrahlte TV-total-Neuauflage gut eine Million Zuschauer und rund 12 Prozent in der Zielgruppe von 14 bis 49 Jahren.
Nachdem Raabs neue Show am 12. Februar 2025 vom Streaming ins lineare Programm von RTL wechselte und TV total zur selben Zeit wie Du gewinnst hier nicht die Million hätte laufen sollte, verschob ProSieben die Ausstrahlung von TV total von der Hauptsendezeit auf 23 Uhr. Dies führte dazu, dass die Sendung mit einem Wert von 4,5 Prozent Marktanteil erstmals die schwächsten Quoten seit ihrer Neuauflage einfuhr. Es folgte die dauerhafte Verlegung auf Dienstag.

## Rezeption

### Kritik
Kritik erntete die Sendung in ihrer neuen Ausrichtung, die als Grund für den seit Jahren anhaltenden Zuschauerschwund angesehen wurde. War TV total anfangs ein Skurrilitätenkabinett des deutschen Fernsehens, wurde die Sendung später vor allem bestimmt durch Gespräche mit Gästen, durch Werbung für von ProSieben produzierte Filme und durch Ereignisse wie die Poker-Nacht und die Vermarktung von Popmusikern. 2007 erreichte die Sendung nur noch einen Zuschauerschnitt von 910.000 und lag mit einer Einschaltquote von 6,5 % unter dem Senderschnitt. Allerdings begann die Sendung mittlerweile sehr oft erst um 23:15 Uhr. 2009 verlängerte ProSieben seinen Vertrag mit Raab „um mehrere Jahre“. Im März 2015 urteilte der Kulturredakteur Jonas Leppin, TV total sei „ein lieblos produziertes Stück Fernsehschrott geworden“. Oliver Rasche von Die Welt lobte Raab im August 2015 und betonte, dass Raab sich immer noch von der Konkurrenz deutlich absetze und „seinen Zenit noch nicht überschritten“ habe.

### Auszeichnungen und Nominierungen
| Tabellarische Übersicht der Auszeichnungen und Nominierungen | Tabellarische Übersicht der Auszeichnungen und Nominierungen | Tabellarische Übersicht der Auszeichnungen und Nominierungen                     | Tabellarische Übersicht der Auszeichnungen und Nominierungen | Tabellarische Übersicht der Auszeichnungen und Nominierungen |
| Jahr                                                         | Auszeichnung                                                 | Für                                                                              | Kategorie                                                    | Resultat                                                     |
| ------------------------------------------------------------ | ------------------------------------------------------------ | -------------------------------------------------------------------------------- | ------------------------------------------------------------ | ------------------------------------------------------------ |
| 1999                                                         | Deutscher Comedypreis                                        | Stefan Raab                                                                      | Beste Moderation                                             | Gewonnen                                                     |
| 1999                                                         | Deutscher Fernsehpreis                                       | Stefan Raab, Martin Keß und Jobst Benthues                                       | Beste Unterhaltungssendung                                   | Gewonnen                                                     |
| 2000                                                         | OnlineStar                                                   | www.tvtotal.de                                                                   | VIPS und Promis                                              | Gewonnen                                                     |
| 2000                                                         | Adolf-Grimme-Preis                                           |                                                                                  | Beste Unterhaltung                                           | Nominiert                                                    |
| 2000                                                         | Österreichischer Fernsehpreis Romy                           |                                                                                  | Beste Programmidee                                           | Gewonnen                                                     |
| 2000                                                         | Goldene Schallplatte                                         | Das TV total Album                                                               |                                                              | Gewonnen                                                     |
| 2001                                                         | Rose d’Or                                                    | Best of TV total                                                                 | Bronzene Rose für Vielseitigkeit                             | Gewonnen                                                     |
| 2001                                                         | Radio Regenbogen Award                                       |                                                                                  | Comedy 2000                                                  | Gewonnen                                                     |
| 2001                                                         | Internationale Eyes & Ears Awards                            | TV total                                                                         | Bester Programm Promotion-Spot                               | Gewonnen                                                     |
| 2002                                                         | OnlineStar                                                   | www.tvtotal.de                                                                   | VIPS und Promis                                              | Gewonnen                                                     |
| 2002                                                         | Goldene Schallplatte                                         | TV total Erstwählercheck, Best of TV total 2001 und Best of TV total Vol. 2      |                                                              | Gewonnen                                                     |
| 2003                                                         | Deutscher Comedypreis                                        | Stefan Raab                                                                      | Beste Comedy-Show                                            | Nominiert                                                    |
| 2004                                                         | Adolf-Grimme-Preis                                           | Entdeckung und Förderung von Musiktalenten durch SSDSGPS – Ein Lied für Istanbul | Spezial                                                      | Gewonnen                                                     |
| 2004                                                         | Deutscher Fernsehpreis                                       | SSDSGPS – Ein Lied für Istanbul und Die 1. offizielle Wok-WM                     | Beste Unterhaltungssendung                                   | Nominiert                                                    |
| 2004                                                         | Bambi                                                        |                                                                                  |                                                              | Nominiert                                                    |
| 2005                                                         | ECHO                                                         | Bundesvision Song Contest                                                        | Medienpartner des Jahres                                     | Gewonnen                                                     |
| 2005                                                         | Deutscher Fernsehpreis                                       | Das Große TV total Turmspringen                                                  | Beste Unterhaltungssendung                                   | Nominiert                                                    |
| 2006                                                         | Goldener Prometheus                                          |                                                                                  | Coup des Jahres                                              | Gewonnen                                                     |
| 2006                                                         | Rose d’Or                                                    | Das Große TV total Turmspringen                                                  | Variety                                                      | Nominiert                                                    |
| 2008                                                         | Bambi                                                        | Stefan Raab                                                                      | Entertainment                                                | Gewonnen                                                     |
| 2009                                                         | Deutscher Comedypreis                                        |                                                                                  | Beste Late Night Show                                        | Nominiert                                                    |
| 2010                                                         | Deutscher Fernsehpreis                                       |                                                                                  | Beste Unterhaltung und Besondere Leistung Unterhaltung       | Gewonnen                                                     |
| 2011                                                         | Deutscher Comedypreis                                        |                                                                                  | Beste Late Night Show                                        | Nominiert                                                    |
| 2013                                                         | Deutscher Comedypreis                                        | Die Große TV total Prunksitzung                                                  | Bestes Comedyevent                                           | Gewonnen                                                     |
| 2022                                                         | Deutscher Fernsehpreis                                       | Sebastian Pufpaff                                                                | Beste Moderation/Einzelleistung Unterhaltung                 | Nominiert                                                    |
| 2023                                                         | Deutscher Fernsehpreis                                       |                                                                                  | Beste Comedy/Late Night                                      | Gewonnen                                                     |

## Trivia
- Die Anfang 2001 erschienene Zeitschrift TV total, die von Raab TV, Brainpool und dem Axel Springer Verlag herausgegeben wurde, wurde im Mai – vier Monate nach der ersten Ausgabe – wegen geringer Verkaufszahlen wieder eingestellt.[67]
- Bei Blamieren oder Kassieren in der Sendung vom 25. August 2015 stellte Elton die Frage nach der Autorin von Pumuckl und bezog sich dabei darauf, dass der Bauch des Pumuckl in der neuen Version der Zeichentricksendung nicht mehr vorhanden sein solle. Am selben Tag gab die Tochter von Ellis Kaut, der Erfinderin von Pumuckl, allerdings bekannt, dass man dem Wunsch der Fans nachgehe und der Bauch auch in der Neuauflage der Sendung vorhanden sein werde.[68]
- Die Identität von Manfred Winkens, dem Off-Sprecher der meisten Einspieler, wurde seitens des Produktionsunternehmens stets geheim gehalten. In der 12. Folge der 3. Staffel ist Winkens kurz in einem Einspielfilm zu sehen, ebenso in einem Einspielfilm in Folge 3 der fünften Staffel. In der letzten von Stefan Raab moderierten Sendung sagte Winkens den Moderator mit der für TV total typischen Anmoderation an. Seine Augen waren dabei mit einer Brille verdeckt, die im Stile eines Zensurbalkens gehalten war. Diese beiden Auftritte waren die einzigen, bei denen er in TV total tatsächlich zu sehen war.[69][70] Seit 2024 ist Peter Rütten Off-Sprecher der Einspieler.
- Die ab Januar 2021 bei RTL ausgestrahlte Late-Night-Show Täglich frisch geröstet wurde vom Produktionsunternehmen Brainpool als „offizieller Nachfolger“ von TV total bezeichnet.[71]
- Die Ausgabe vom 19. Januar 2022 wurde wegen einer COVID-19-Infektion des Moderators Sebastian Pufpaff von Elton präsentiert, wobei Kai Pflaume, als Überraschung für Elton, Blamieren oder Kassieren moderierte, da Elton als Moderator Kandidat des Quiz sein musste. Elton war in dem Glauben, Lutz van der Horst würde die Rubrik präsentieren.
- In der von Michael Herbig moderierten Ausgabe vom 9. November 2022 präsentierte van der Horst dann tatsächlich Blamieren oder Kassieren.